# Eulachus
Eulachus is een geslacht van kevers uit de familie somberkevers (Zopheridae).

## Soorten
Deze lijst is mogelijk niet compleet.
- E. carinatus
- E. costatus
- E. granosa
- E. niponia
- E. semifuliginosus
- E. siccana